# William J. Spahr
William Joseph Spahr (28 de junio de 1921 - 13 de junio de 2011) fue un analista destacado de la CÍA, autor, y coronel retirado del Ejército que fue una autoridad en la política militar soviética. 
Un graduado de 1943 de la Academia Militar de EE. UU. en West Point, pasó 26 años en el Ejército de los EE. UU. durante la Segunda Guerra Mundial. Obtuvo una Medalla Estrella de Bronce, la Medalla de Servicios Distinguidos y la Medalla de Carrera de Inteligencia de la CÍA.
Es conocido por escribir los libros Zhukov: The Rise and Fall of a Great Captain que fue publicado en 1993 y Stalin's Leiutenants: A Study of Command Under Duress, que fue publicado en 1997.